# Umuarama Esporte Clube
Umuarama Esporte Clube é um clube brasileiro de futebol, com sede na cidade de Iporá, no estado de Goiás.
Uma das equipes mais tradicionais do oeste goiano, foi fundado em 15 de novembro de 1965. Após um longo período inativo após dívidas com a Federação Goiana de Futebol, o Colorado retomou as atividades em 2010 e ja conseguindo um Título do Amadorão 2010 vecendo a equipe do Associação Atlética Iporaense,e está  visando a disputa da Terceira Divisão de Goiás.
O Umuarama manda seus jogos no Estádio Francisco José Ferreira, o "Ferreirão", com capacidade para 6.520 torcedores.
Em 2019, voltou a disputar campeonatos, como o Campeonato Goiano de Futebol de 2019 - Terceira Divisão.